# Владычная палата
Влады́чная (или Гранови́тая) палата — памятник архитектуры XV века, построенный в стиле кирпичной готики, расположенный на территории Новгородского детинца. Является одной из старейших сохранившихся гражданских построек Руси. Здание включено в список памятников всемирного наследия ЮНЕСКО вместе с другими историческими сооружениями Великого Новгорода. В нём располагается собрание декоративно-прикладного искусства Новгородского музея-заповедника.

## История
Палата, как часть комплекса Владычного двора, была заложена по приказу новгородского архиепископа Евфимия в 1433 году. Как сообщает Новгородская вторая летопись, в строительстве участвовали заграничные (немецкие) мастера, что доказывается наличием в парадном зале звёздчатых нервюрных сводов, стрельчатых окон и арок, вимпергов и некоторых других деталей, характерных для готической архитектуры.
В 1441 году памятник был расписан фресками. Икона XVI века «Видение пономаря Тарасия», содержащая изображение палаты, демонстрирует, что ранее постройка имела ступенчатые фронтоны с рядами стрельчатых ниш, известных как приём в готической архитектуре.
Парадный зал палаты был местом заседания суда и совета знати Новгородской республики. В 1478 году именно там прозвучал указ Ивана III о присоединении Новгородской земли к Русскому государству.
В последующие века здание претерпело значительные перестройки и свой нынешний облик приобрело к XIX веку. В частности, был значительно изменён главный фасад, а поверх здания устроен карниз. В 1822 году в парадном зале была освящена церковь во имя архиепископа новгородского Иоанна.
В годы советской власти здание было отдано под музей, и там располагалась выставка прикладного искусства.
К концу XX века здание находилось в аварийном состоянии. В 2005 году в нём начались исследовательские и восстановительные работы. В июне 2008 года Архитектурно-археологическая экспедиция Санкт-Петербургского государственного университета обнаружила рядом с палатой остатки сооружения XIV века, которое связывается с именем новгородского архиепископа Василия. В самом здании были обнаружены обширные подземные залы. В ходе реставрации специалистам удалось восстановить облик зала приёмов новгородских архиепископов, архиепископской кельи, трапезной, винного погреба, подсобных и хозяйственных помещений.

## Музейная экспозиция
В настоящее время в здании Грановитой палаты размещается коллекция декоративно-прикладного искусства с V по XIX век из собрания Новгородского музея-заповедника. Среди прочего представлены:
- памятники ювелирного искусства и златокузнечного ремесла;
- экспонаты, найденные во время археологических исследований на территории новгородского кремля;
- иконы и храмовая утварь[8].

Кроме того, в интерьере Грановитой платы сохранились фрески XV, XVI, XVII и XIX веков. После реставрации, завершившейся в 2014 году, они доступны для осмотра.
- Купол церкви архиепископа Иоанна над Владычной палатой (справа). Был разобран в 1930-е годы
- Интерьер Владычной палаты 1881—1886 годов
- Главный зал Владычной палаты
- Фрески в интерьере Владычной палаты